# Vetschau/Spreewald
Vetschau/Spreewald (indtil  31. marts 1997 Vetschau, niedersorbisk Wětošow/Błota), er en mindre by i i Landkreis Oberspreewald-Lausitz  i den tyske delstat Brandenburg.

## Geografi
Vetschau ligger ved sydenden af  Spreewaldes østsydøst for  Lübbenau og nord for Calau. Den nordlige del af kommunen ligger i biosfærereservat Spreewald.

### Inddeling
I kommunen ligger ud over Vetschau landsbyerne
- Göritz (niedersorbisch Chórice)
- Koßwig (Kósojce)
- Laasow (Łaz)
- Missen (Pšyne)
- Naundorf (Njabožkojce)
- Ogrosen (Hogrozna)
- Raddusch (Raduš)
- Repten (Herpna)
- Stradow (Tšadow)
- Suschow (Zušow)

Derudover er der en lang række mindre bebyggelser.